# Tapirira retusa
Tapirira retusa är en sumakväxtart som beskrevs av Adolpho Ducke. Tapirira retusa ingår i släktet Tapirira och familjen sumakväxter. Inga underarter finns listade i Catalogue of Life.